# Acanthocreagris granulata
Acanthocreagris granulata är en spindeldjursart som först beskrevs av Beier 1939.  Acanthocreagris granulata ingår i släktet Acanthocreagris och familjen helplåtklokrypare.

## Underarter
Arten delas in i följande underarter:
- A. g. granulata
- A. g. parva
- A. g. robusta
- A. g. ventalloi